# Gunnar Nielsen (labdarúgó)
Gunnar Nielsen (Tórshavn, 1986. október 7. –) feröeri válogatott labdarúgó.

## Pályafutása
Pályafutását a HB Tórshavn ificsapatában kezdte, majd a koppenhágai BK Frem és a GÍ Gøta csapatában is játszott. 2007-ben a Blackburn Rovershez igazolt, ahol cserekapus volt, majd fél évig a Motherwell FC-nél volt kölcsönben. 2009-ben két és fél éves szerződést írt alá a Manchester Cityvel. 2010. április 24-én csereként pályára lépett az Arsenal ellen, ezzel ő lett a valaha volt első feröeri játékos, aki a Premier Leagueben játéklehetőséghez jutott.
A feröeri U21-es labdarúgó-válogatott kapusa volt, majd 2008 októberében, amikor betöltötte a 22. életévét, Jógvan Martin Olsen azonnal behívta a felnőtt válogatotthoz cserekapusnak.
2023-ban jelentette be visszavonulását, miután hét évet eltöltött az izlandi Fimleikafélag Hafnarfjarðar kapusaként.[forrás?]